# Alimus
Alimus (vagy Alisar, nem tévesztendő össze a Hattuszaszhoz közeli hettita Aliszarral) megbízható módon máig azonosítatlan település az ókori Észak-Szíriában, a mai Törökország területén. Az i. e. 9. századi asszír évkönyvek szerint Asszíria királyai többször törtek előre Alimus irányába, de a Karkemis és Jahan vezetésével összeálló szíriai védelmi szövetség többször visszaverte a támadásokat. A legnagyobb haderő i. e. 859-ben gyülekezett a vár alatt, amikor III. Sulmánu-asarídu a Szamal felé indított nyugati hadjáratában sikertelenül ostromolta. A védők elsősorban Szangarasz karkemisi és Szapalulme jahani uralkodók seregei voltak, de részt vett benne a szamali Hajja is.
Az asszír hadjáratok leírása alapján általában a mai Antakya várossal azonosítják (klasszikus ókori Antiokheia). II. Assur-nászir-apli Hazazunál átkelt az Eufráteszen, Kinalua ostroma után az Afrin folyón (akkor Apre), majd az Orontészen (akkor Arantu) is, így ért Alimus alá. III. Sulmánu-asarídu hasonló útvonalat követett.

## Külső hivatkozások
- Timothy P. Harrison: Tell Ta'Yinat and the Kingdom of Unqi